# Hugenotski ratovi
Francuski religiozni ratovi (fra. Guerres de religion) ili Hugenotski ratovi odnose se na razdoblje građanskih ratova i vojnih sukoba od 1562. do 1598. u Francuskoj, između dvije grane kršćanstva – katoličanstva i protestantizma. Povod je bila religiozna netrpeljivost većinskih francuskih katolika naspram sve većeg širenja protestantizma u Francuskoj, a sukob je uključivao i sporove između aristokratskih obitelji države (Burbon i Guise), te su obje strane primale pomoć iz inozemstva.
Lutherovo, a zatim i Calvinovo učenje početkom 1500-ih zahvatilo je sve više maha u Francuskoj, sve slojeve, gotovo šestinu stanovništva, usprkos progonima za vrijeme vladavine Franje I. i Henrika II. Vođe hugenota (protestanata) u Francuskoj bili su Burbonci i dio visokog plemstva. Vojvodska obitelj Guise je pak zagovarala održavanje učenja tradicionalnog katoličkog nauka, a podupirali su ih Španjolska i Papinska Država. Na hugenotskoj strani su bili feudalci i južni gradovi, a uz monarhiju građanstvo i seljaštvo, jer je bilo protiv feudalaca. Neki stoga smatraju da je taj sukob - osim religiozne prirode - bio i sukob "staleškog republikanstva" i apsolutizma.
Mnogi uzimaju pokolj 80 hugenota u Vassyju 1. ožujka 1562. kao početak eskalacije sukoba između te dvije grane kršćanstva. 24. kolovoza 1572. dogodio se najznačajniji pokolj hugenotskih vođa, tzv. Bartolomejska noć, po zamisli Katarine Medici, majke Karla IX.: nakon što se Katarinina kćer Marguerite de Valois udala za hugenota, Henria de Navarrea, neuspio atentat na hugenotskog admirala Gašpara II. de Colignyja izazvao je paniku te je Katarina naredila vojnicima istrebljenje svih hugenota koji su se okupili na svadbi. Hugenoti su ubijani čak i Louvreu, njihovi dućani su opustošeni a vlasnici ubijeni i bačeni u Seineu, dok su se napadi nastavili i u drugim gradovima (Rouen, Lyon, Bourges, Orléans, Bordeaux). Broj mrtvih procjenjuje se na najmanje 3.000 samo u Parizu.
Za vladavine Karlova brata, Henrika III. (1574.-'89.) pokrenuta je politika smirivanja i popuštanja kako bi se završilo krvoproliće koje je podijelilo državu. Kao odgovor na to, katolici su se organizirali u "Svetu ligu" koju je vodio Henrik Guise, te su pritiscima donijeli Nemourski edikt 1585. kojim su hugenotima oduzeta prava preostala na osnovi Siječanjskog edikta 1562. Obrat se za hugenote dogodio tek kada je na francusko prijestolje stupio njihov pristaša, Henrik IV. Iako je iz političkih razloga prešao na katoličku vjeru, donio je Nanteski edikt 1598. kojim su hugenotima zajamčena sva prava vjeroispovijesti i slobodu vršenja religioznih obreda, izuzev Pariza i nekih biskupskih gradova, koji su ostali katolički zakonom. Time su hugenoti izjednačeni s katolicima. Sukob je završen bez teritorijalnog cijepanja, čime su nadvladani državni staleži i odvojeni religiozni sukobi od plemićke oporbe apsolutizmu. Ipak, stanovite trzavice su ostale i narednih sto godina, a progoni protestanata su nastavljeni djelomično i nakon smrti Henrika IV.
Točan broj mrtvih je neutvrđen, ali procjene sežu od 2.000.000 do 4.000.000 žrtava tijekom 36 godina sukoba, što to čini jednim od najsmrtonosnijih sukoba u modernoj ljudskoj povijesti.